# Jerry City

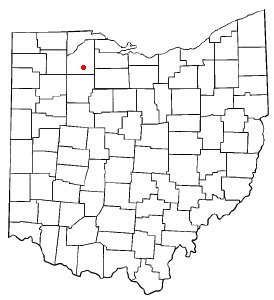
Jerry City na planie stanu Ohio

Jerry City – wieś w USA, w stanie Ohio, w hrabstwie Wood.
Według danych z 2000 roku wieś miała 453 mieszkańców.